# Banebdjedet
Banebdjedet (hay Banebdjed) là một vị thần trong văn hóa Ai Cập cổ đại. Ông là vị thần được tôn sùng bậc nhất ở thành phố cổ Mendes (Hạ Ai Cập). Tên gọi của vị thần này có nghĩa là "Nhân cách của chúa tể vùng Mendes". Tương đồng với Banebdjedet ở Thượng Ai Cập là thần Khnum.

## Mô tả
Banebdjedet là một nam thần với phần đầu của loài cừu, hoặc được miêu tả là một con cừu với bốn cái đầu đại diện cho 4 vị thần đầu tiên cai trị Ai Cập: Ra-Atum, Shu, Geb và Osiris. Rất nhiều đền đài của 4 vị thần này được dựng ở Mendes, cùng với một số lượng lớn xác ướp của những con cừu (được xem là loài vật thiêng) được chôn cất tại đây. Cũng tại Mendes, thần Banebdjedet được thờ cùng với vợ là nữ thần cá Hatmehyt và con trai là "Horus trẻ".

## Thần thoại
Trong một ngôi nhà nguyện thuộc quần thể đền thờ Ramesseum, một tấm bia đá đã ghi lại câu chuyện như sau: thần Ptah dưới hình dạng của thần Banebdjedet, đã ăn nằm với một người phụ nữ bình thường. Kết quả của cuộc tình này là một đứa bé được sinh ra, người sau này trở thành vị pharaon quyền lực, đó chính là Ramesses II. Banebdjedet được xem là một vị thần sinh sản. Người Hy Lạp cổ đại đã đồng nhất vị thần đầu cừu này với thần Pan trong câu chuyện thần thoại của họ.
Trong một cuộn giấy cói (được biết với tên gọi là Chester Beatty I) có niên đại từ thời vua Ramesses V kể lại một thần thoại như sau: Trong việc giải quyết mâu thuẫn giữa Horus và Seth, thần Atum đã phái Banebdjedet đến để giảnh hòa. Ông đã đề nghị giao lại việc này cho nữ thần Neith, và bà đã quyết định trao lại ngai vàng cho Horus. Tuy nhiên, điều này lại trái ý của Banebdjedet, với lý do Seth lớn hơn Horus, nhưng ông buộc phải miễn cưỡng chấp thuận phán quyết này.

## Hình ảnh

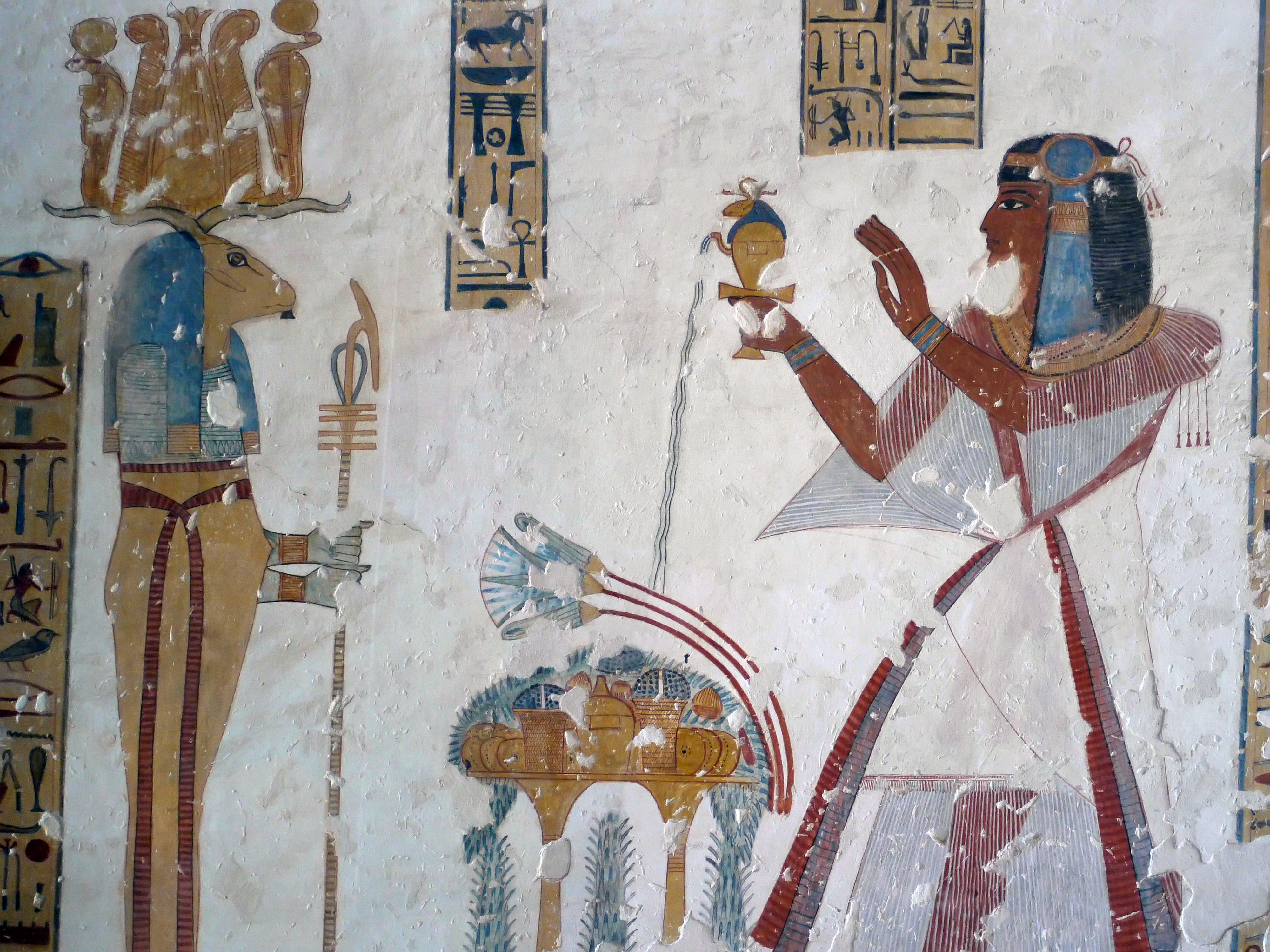
Phù điêu của thần Banebdjedet trên tường mộ KV19
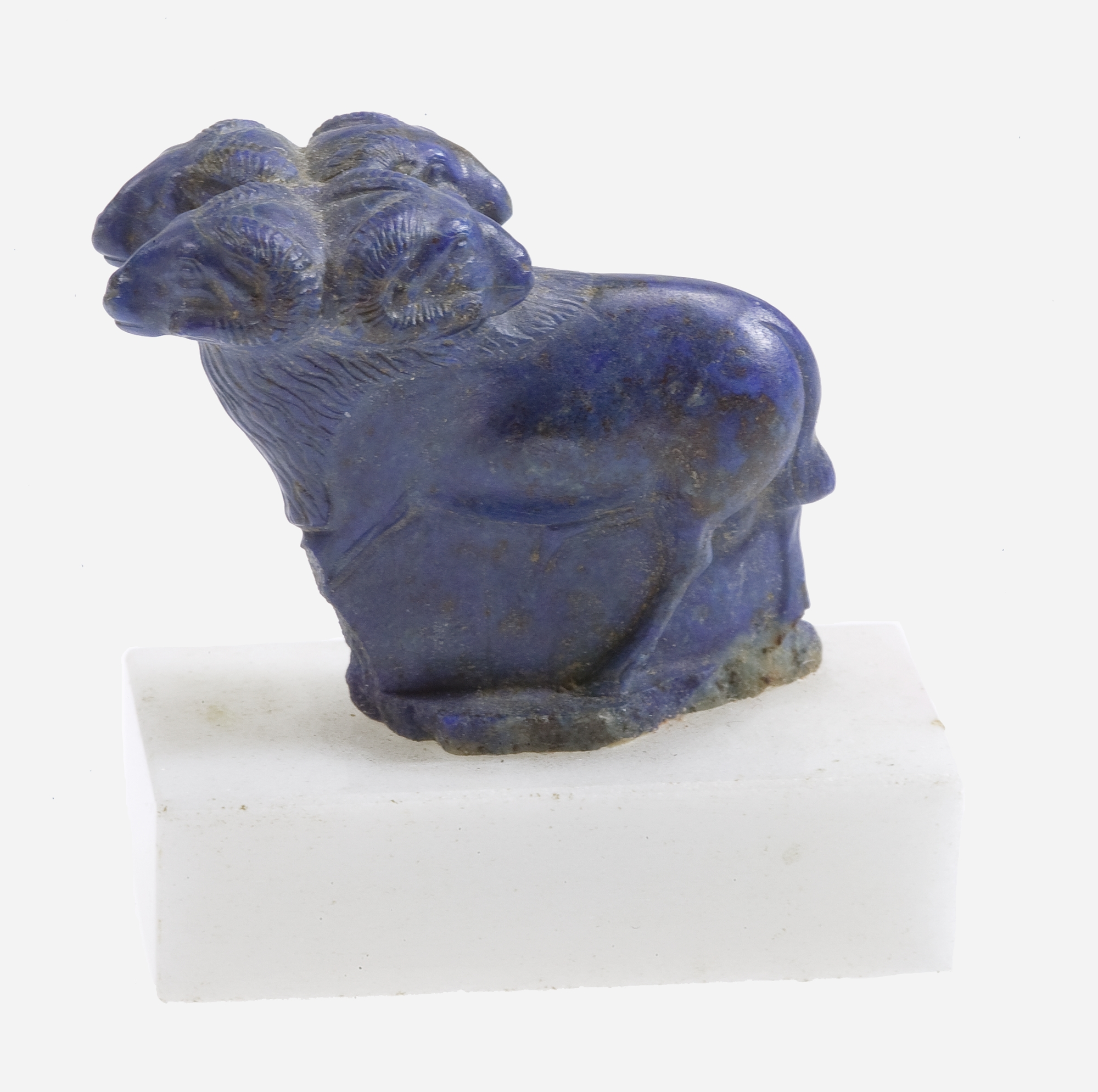
Tượng của Banebdjed dưới hình dáng một con cừu với bốn cái đầu (Viện bảo tàng Mỹ thuật Metropolitan)